# Mistrovství světa v biatlonu 2012 – štafeta žen
Štafeta žen na Mistrovství světa v biatlonu 2012 se konala v sobotu 10. března v lyžařském středisku Chiemgau Arena jako devátý závod šampionátu. Zahájení štafety proběhlo v 17:15 hodin středoevropského času. Závodu se zúčastnilo celkem 25 štafet.
Obhájcem titulu byl tým Německa. Vedoucím disciplíny ve světovém poháru byl tým Francie.

## Výsledky
| Pořadí | Č. | Stát                                                                                          | Čas                                       | Střelba (L+S)                           | Ztráta  |
| --- | -- | --------------------------------------------------------------------------------------------- | ----------------------------------------- | --------------------------------------- | ------- |
| Zlatá medaile                                                                                              | 1  | Německo Tina Bachmannová Magdalena Neunerová Miriam Gössnerová Andrea Henkelová               | 1:09:33,0 17:09,6 17:28,4 17:37,8 17:17,2 | 0+6 1+4 0+1 0+0 0+3 1+3 0+2 0+1 0+0 0+0 | —       |
| Stříbrná medaile                                                                                           | 4  | Francie (r) Marie-Laure Brunetová Sophie Boilleyová Anaïs Bescondová Marie Dorinová Habertová | 1:10:01,5 17:09.0 17:19.7 18:04.6 17:28.2 | 0+4 0+3 0+1 0+0 0+1 0+2 0+1 0+1         | +28,5   |
| Bronzová medaile                                                                                           | 7  | Norsko Fanny Hornová Birkelandová Elise Ringenová Synnøve Solemdalová Tora Bergerová          | 1:10:12,5 18:12,0 17:28,4 17:39,2 16:52,9 | 0+4 0+8 0+1 0+3 0+1 0+2 0+1 0+3 0+1 0+0 | +39,5   |
| 4. | 4  | Bělorusko Naděžda Skardinová Liudmila Kalinchiková Nastassia Dubarezavová Darja Domračevová   | 1:10:14,2 18:08,2 17:41,9 18:05,1 16:19,0 | 0+1 0+5 0+0 0+2 0+0 0+0 0+1 0+3 0+0 0+0 | +41,2   |
| 5. | 9  | Švédsko Jenny Jonssonová Anna Maria Nilssonová Anna Karin Strömstedtová Helena Ekholmová      | 1:10:38,2 18:12,8 17:36,5 17:43,2 17:05,7 | 0+3 0+2 0+0 0+0 0+1 0+1 0+1 0+0         | +1:05,2 |
| 6. | 7  | Ukrajina Natalya Burdygaová Valentyna Semerenková Vita Semerenková Olena Pidhrušná            | 1:10:53,5 18:22,7 17:18,0 17:08,1 18:04,7 | 0+3 0+5 0+1 0+3 0+0 0+2 0+0 0+0 0+2 0+0 | +1:20,5 |
| 7. | 3  | Rusko Světlana Slepcovová Olga Zajcevová Anna Bogaliy-Titovets Olga Viluchinová               | 1:11:07,0 17:33,8 17:47,2 18:17,1 17:28,9 | 0+5 0+6 0+2 0+1 0+1 0+1 0+0 0+3 0+2 0+1 | +1:34,0 |
| 8. | 10 | Slovensko Jana Gereková Anastasia Kuzminová Martina Chrapánová Paulína Fialková               | 1:12:44,1 17:15,4 17:12,2 18:43,9 19:32,6 | 0+0 1+6 0+0 0+0 0+0 0+2 0+0 0+1 0+0 1+3 | +3:11,1 |
| 9. | 6  | Polsko Krystyna Pałková Weronika Nowakowská-Ziemniaková Magdalena Gwizdońová Agnieszka Cylová | 1:13:19,7 18:08,2 17:57,0 18:56,4 18:18,1 | 0+4 1+8 0+1 0+1 0+1 0+2 0+0 1+3 0+2 0+2 | +3:46,7 |
| 10. | 11 | Česko Veronika Vítková Barbora Tomešová Veronika Zvařičová Jitka Landova                      | 1:13:23,8 17:30,7 18:14,4 18:24,4 19:14,3 | 0+4 0+8 0+1 0+2 0+2 0+3 0+1 0+2 0+0 0+1 | +3:50,8 |
| 11. | 14 | USA Sara Studebakerová Susan Dunkleeová Annelies Cooková Lanny Barnesová                      | 1:13:33,1 18:12,6 18:19,7 18:29,1 18:31,7 | 0+4 0+5 0+2 0+1 0+2 0+3 0+0 0+1 0+0 0+0 | +4:00,1 |
| 12. | 8  | Itálie Dorothea Wiererová Alexia Runggaldierová Nicole Gontierová Katja Hallerová             | 1:13:52,3 17:49,6 18:12,3 18:39,7 19:10,7 | 0+7 0+3 0+2 0+0 0+1 0+1 0+2 0+2 0+2 0+0 | +4:19,3 |
| 13. | 13 | Kanada Megan Imriová Megan Heinicková Yolaine Oddouová Zina Kocherová                         | 1:14:33,9 17:48,9 18:23,3 20:10,5 18:11,2 | 1+6 0+4 0+2 0+0 0+1 0+3 1+3 0+0 0+0 0+1 | +5:00,9 |
| 14. | 16 | Estonsko Kadri Lehtlová Kristel Viigipuová Grete Gaimová Eveli Saueová                        | 1:15:06,7 17:51,2 19:00,1 19:30,2 18:45,2 | 0+4 0+3 0+2 0+0 0+0 0+2 0+2 0+0 0+0 0+1 | +5:33,7 |
| 15. | 17 | Japonsko Fuyuko Suzukiová Itsuka Owadová Yuki Nakajimová Naoko Azegamiová                     | LAP 17:54,0 19:07,0 18:34,5               | 1+5 1+3 0+0 0+0 1+3 0+0 0+0 0+0 0+2 1+3 | +9:99,9 |
| 16. | 19 | Rakousko Romana Schrempfová Iris Waldhuberová Ramona Düringerová Katharina Innerhoferová      | LAP 19:17,9 18:22,2 19:44,3               | 0+8 1+7 0+3 1+3 0+0 0+0 0+3 0+3 0+2 0+1 | +9:99,9 |
| 17. | 12 | Bulharsko Emilia Yordanovová Nina Klenovsková Desislava Stoyanovová Niya Dimitrovová          | LAP 19:27,2 18:45,8 18:57,0               | 1+5 0+3 1+3 0+0 0+1 0+2 0+0 0+0 0+1 0+1 | +9:99,9 |
| 18. | 18 | Finsko Mari Laukkanenová Kaisa Mäkäräinenová Eevamari Oksanenová Sanna Markkanenová           | LAP 19:35,5 17:11,9 20:25,5               | 0+5 3+9 0+1 3+3 0+0 0+1 0+2 0+3 0+2 0+2 | +9:99,9 |
| 19. | 21 | Kazachstán Marina Lebedevová Olga Poltoraninová Darya Usanovová Elena Khrustalevová           | LAP 18:47,6 18:39,4 19:57,3               | 0+5 2+6 0+1 0+2 0+1 0+0 0+3 2+3 0+0 0+1 | +9:99,9 |
| 20. | 15 | Rumunsko Éva Tófalviová Réka Ferenczová Luminita Piscoranová Florina Ioana Cirsteaová         | LAP 19:27,6 18:43,7 18:52,6               | 1+5 0+7 1+3 0+2 0+0 0+1 0+1 0+2         | +9:99,9 |
| 21. | 25 | Švýcarsko Elisa Gasparinová Selina Gasparinová Irene Cadurischová Patricia Jostová            | LAP 18:52,4 18:10,8 21:37,7               | 2+4 0+8 0+0 0+2 0+1 0+3 2+3 0+2 0+0 0+1 | +9:99,9 |
| 22. | 24 | Spojené království Amanda Lightfootová Nerys Jonesová Adele Walkerová Fay Pottonová           | LAP 18:13,2 19:59,9 19:18,0               | 0+5 1+8 0+1 0+1 0+3 0+2 0+0 0+2 0+1 1+3 | +9:99,9 |
| 23. | 23 | Litva Diana Rasimovičiūtėová Natalija Kočerginová Aliona Sabaliauskienová Marija Kaznacenková | LAP 18:44,5 19:51,6 21:11,1               | 1+7 1+8 1+3 0+1 0+3 1+3 0+1 0+1 0+0 0+3 | +9:99,9 |
| 24. | 22 | Jižní Korea Kim Seon-Su Kim Seora Kim Kyung-Nam Mun Ji-Hee                                    | LAP 19:57,4 19:31,1 20:43,4               | 0+4 0+6 0+1 0+2 0+0 0+1 0+1 0+2 0+2 0+1 | +9:99,9 |
| 25. | 20 | Čína Song Chaoqing Wang Chunli Tang Jialin Zhang Yan                                          | LAP 21:32,5 19:34,7 19:57,6               | 1+4 0+3 1+3 0+0 0+0 0+0 0+1 0+2 0+0 0+1 | +9:99,9 |
| 26. | 26 | Lotyšsko Žanna Juškāneová Inga Paskovsková Baiba Bendiková Anete Bricová                      | LAP 19:37,1 21:28,1 20:42,7               | 0+4 1+8 0+2 0+2 0+0 1+3 0+2 0+1 0+0 0+2 | +9:99,9 |
| Č. – startovní číslo týmu, r – vedoucí tým disciplíny ve světovém poháru, LAP – tým byl předběhnut o kolo. |    |                                                                                               |                                           |                                         |         |